# جامعة كفر الشيخ
جامعة كفر الشيخ هي جامعة حكومية، مصرية، تأسست كفرع لجامعة طنطا إلى أن استقلت عنها بموجب القرار الجمهوري رقم (129) لسنة (2006)، (وهو نفس القرار الذي أُنشئت بموجبه جامعة سوهاج).

## تاريخ
بدأ حجر الأساس لجامعة كفر الشيخ عام 1957 بتأسيس المعهد العالي الزراعي بمدينة كفرالشيخ، وكان تابعاً لوزارة التعليم العالي، ثم تحول المعهد إلى كلية الزراعة عام 1969 وصارت تبعيتها لجامعة الإسكندرية، ثم انتقلت تبعيتها إلى جامعة طنطا بعد إنشاء جامعة طنطا عام 1973، ثم أنشأت كلية التربية عام 1977، ثم تأسس فرع لجامعة طنطا بمدينة كفرالشيخ عام 1983.
توالى إنشاء الكليات التابعة لجامعة طنطا عقب تأسيس فرع لجامعة طنطا بكفر الشيخ، فأنشئت كلية الطب البيطري عام 1985، وكليتا التجارة والهندسة عام 1990م، وكلية التربية النوعية عام 1988 (وكانت تتبع وزارة التعليم العالي حتى تحول تبعيتها إلى جامعة طنطا بموجب بالقرار الوزاري رقم (1187) لسنة (1991))، وكلية الآداب عام 1993، وكلية التربية الرياضية عام 1997، ثم صدر القرار الجمهوري رقم (129) لسنة (2006) بتحويل فرع جامعة طنطا الكائن بكفرالشيخ إلى جامعة جامعة كفر الشيخ ونقل تبعية الكليات إليها، وتوالى إفتتاح الكليات بجامعة كفرالشيخ حتى أصبحت تضم تسعة عشرة كلية وثلاث معاهد.

## رؤية الجامعة
جامعة عصرية ذات سمعة محلية وإقليمية ودولية تتسم بالتميز والابتكار

## رسالة الجامعة
جامعة كفر الشيخ مؤسسة تعليمية حكومية، تسعى إلى إنتاج وتكامل وتطبيق ونشر المعرفة العلمية من خلال بناء ميزة تنافسية في مجالات التعليم، والبحوث، والخدمات المجتمعية والبيئة التي تساعد على تحقيق التنمية وتحسين جودة الحياة للمستفيدين في إطار من القيم الارتقائية.

## كليات ومعاهد الجامعة
تضم الجامعة تسعة عشرة كلية وثلاث معاهد كما يلي (مرتبة حسب تاريخ الإنشاء):
- كلية الزراعة (1969)
- كلية التربية (1977)
- كلية الطب البيطري (1985)
- كلية التجارة (1990)
- كلية الهندسة (1990)
- كلية التربية النوعية (1991)
- كلية الأداب (1994)
- كلية التربية الرياضية (1997)
- كلية العلوم (2009)

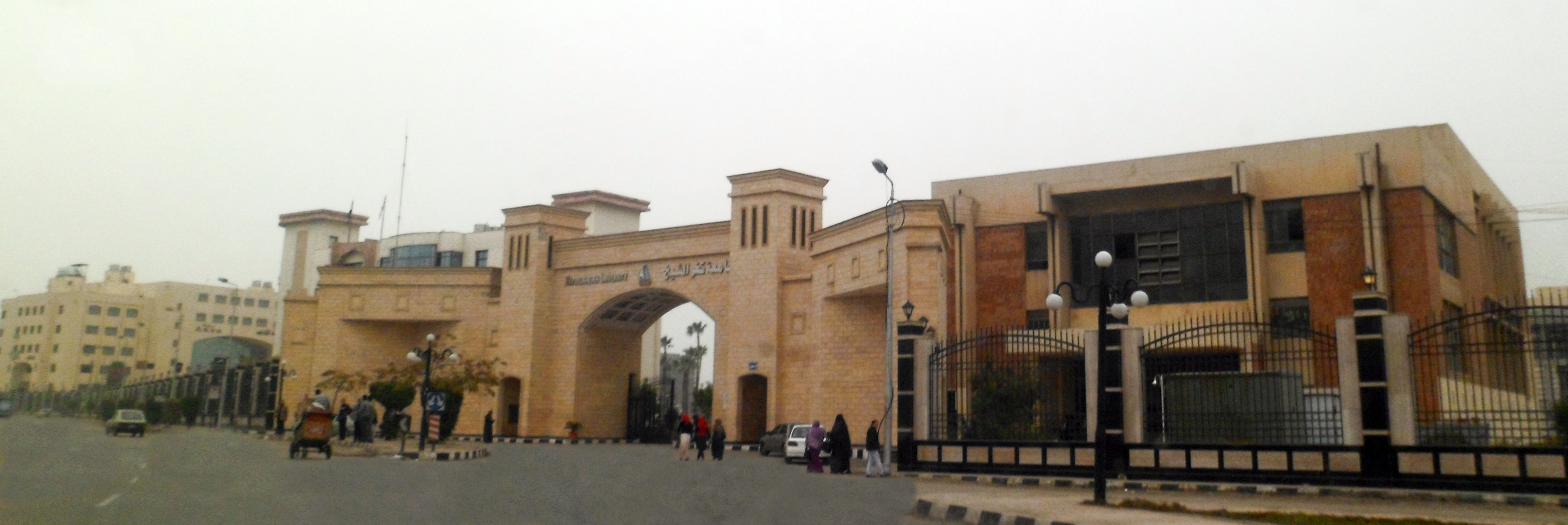
البوابة الئيسية للجامعة، طريق سخا كفر الشيخ.

- كلية الصيدلة والتصنيع الدوائي (2013)
- كلية الطب (2013)
- كلية العلاج الطبيعي (2013)
- كلية التمريض (2013)
- علوم الثروة السمكية والمصايد (2013)
- كلية طب الفم والأسنان (2014)
- كلية الحاسبات والمعلومات (2015)
- كلية الألسن (2016)
- معهد علوم وتكنولوجيا النانو (2017)
- معهد اكتشاف وتطوير الدواء (2017)
- المعهد الفني للتمريض (2018)
- كلية الحقوق (2018)
- كلية الذكاء الاصطناعي (2019)

## معرض الصور

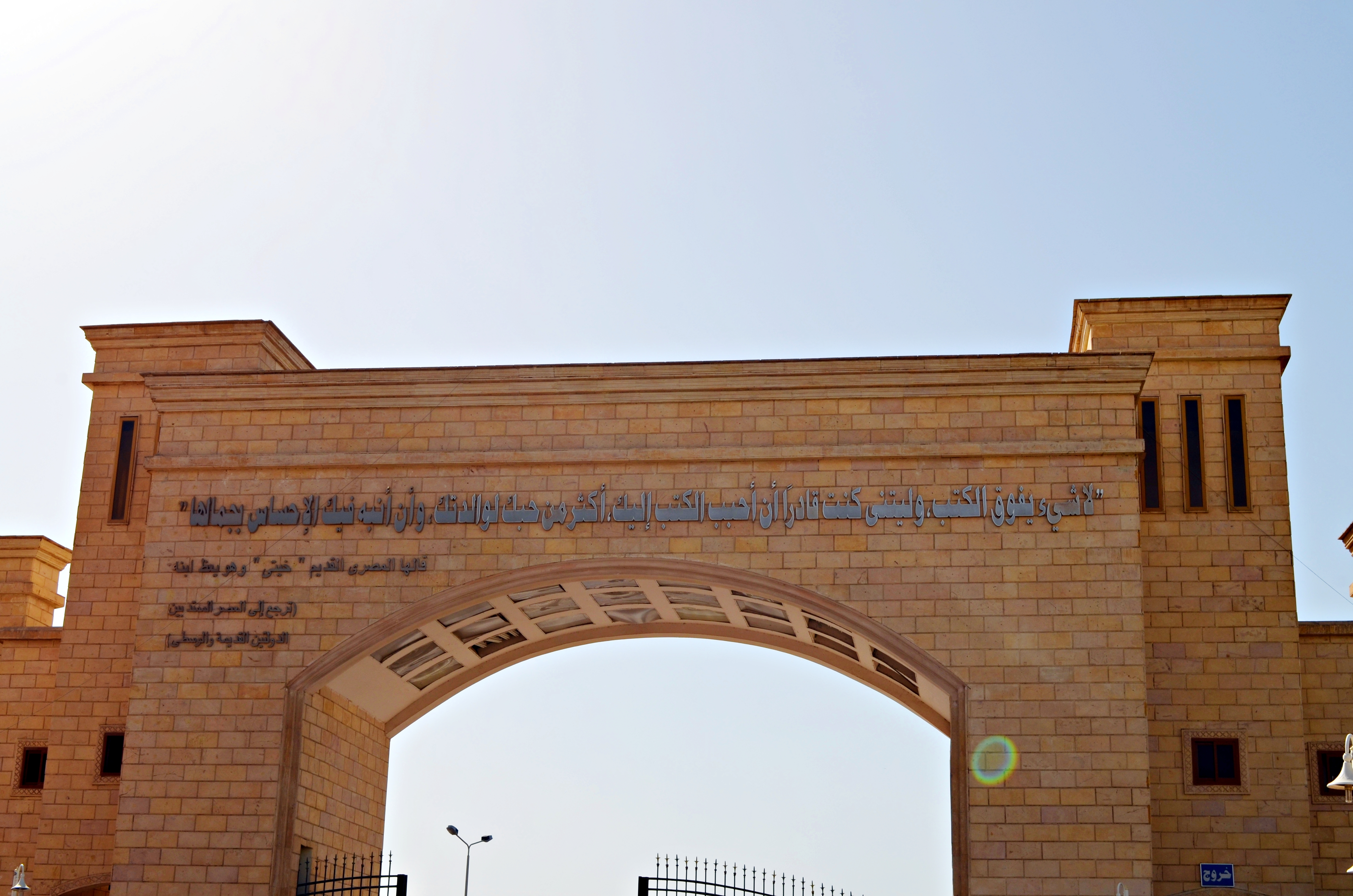
عظة مصرية قديمة مكتوبة على إحدى بوابات الجامعة
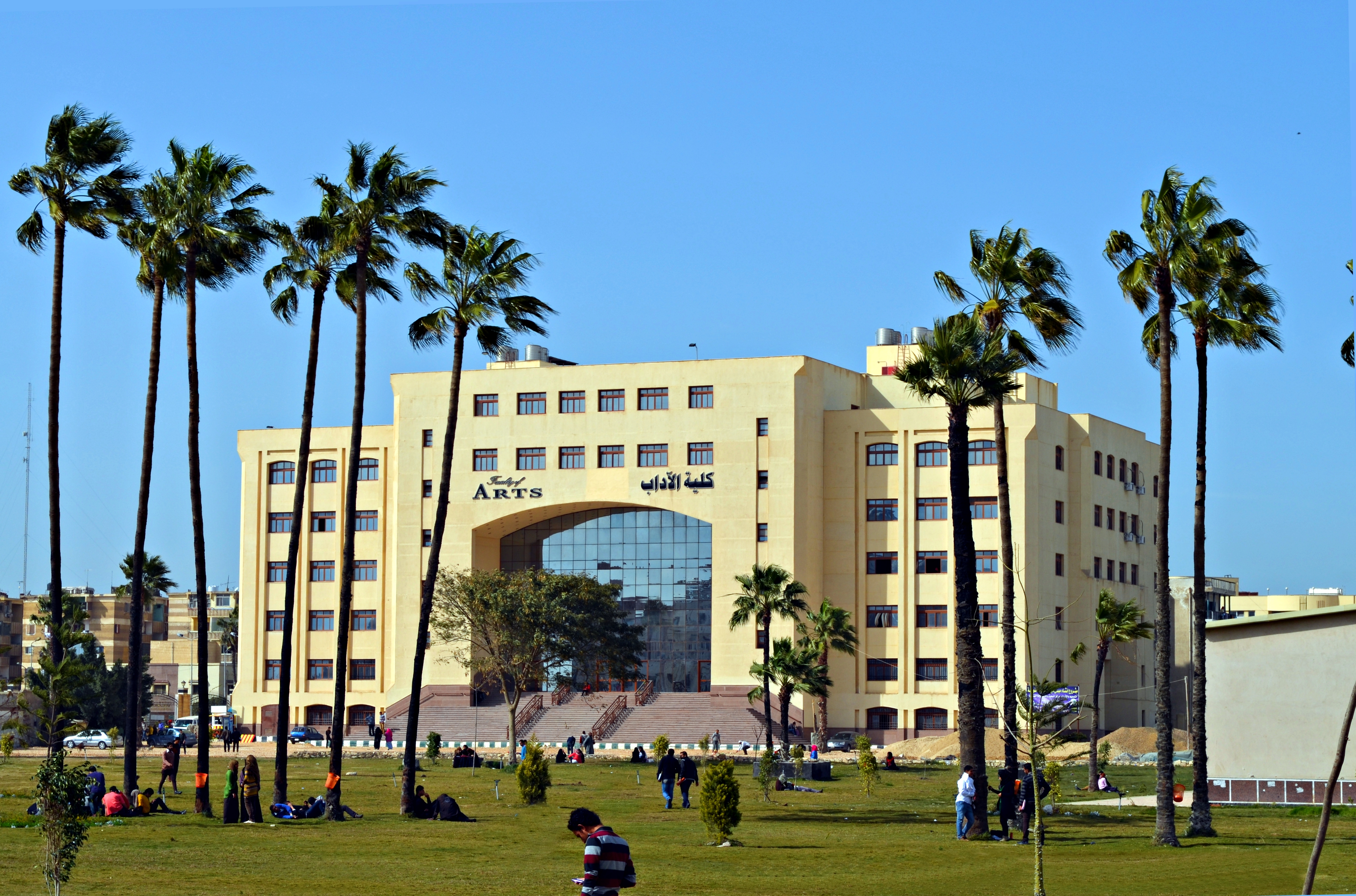
كلية الآداب
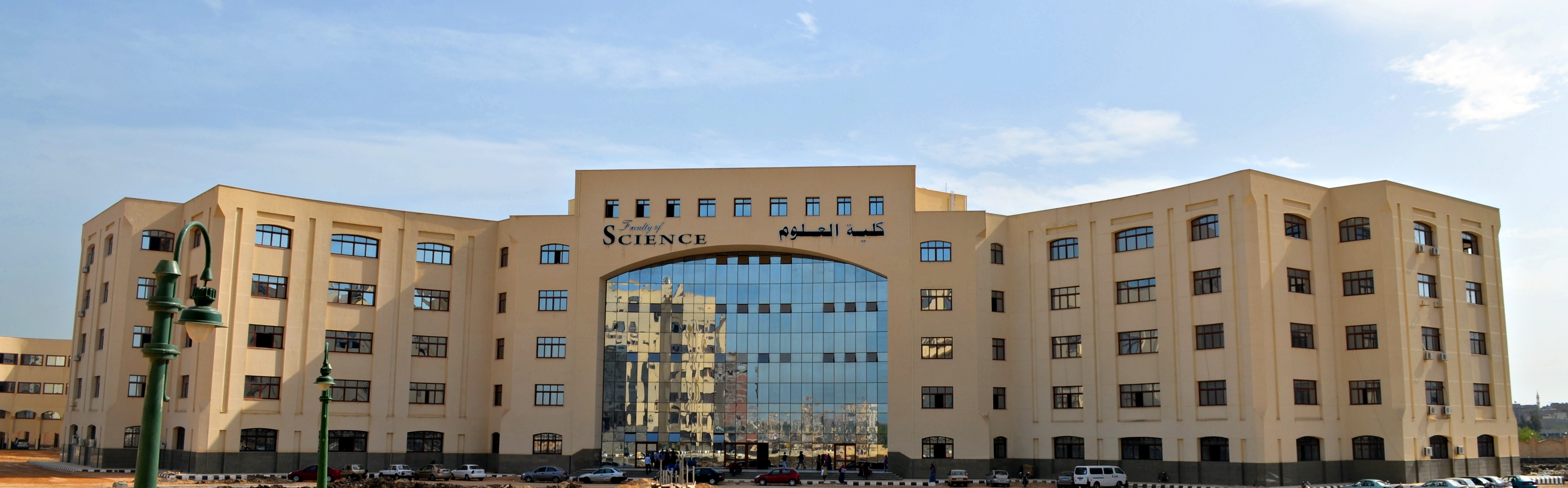
كلية العلوم
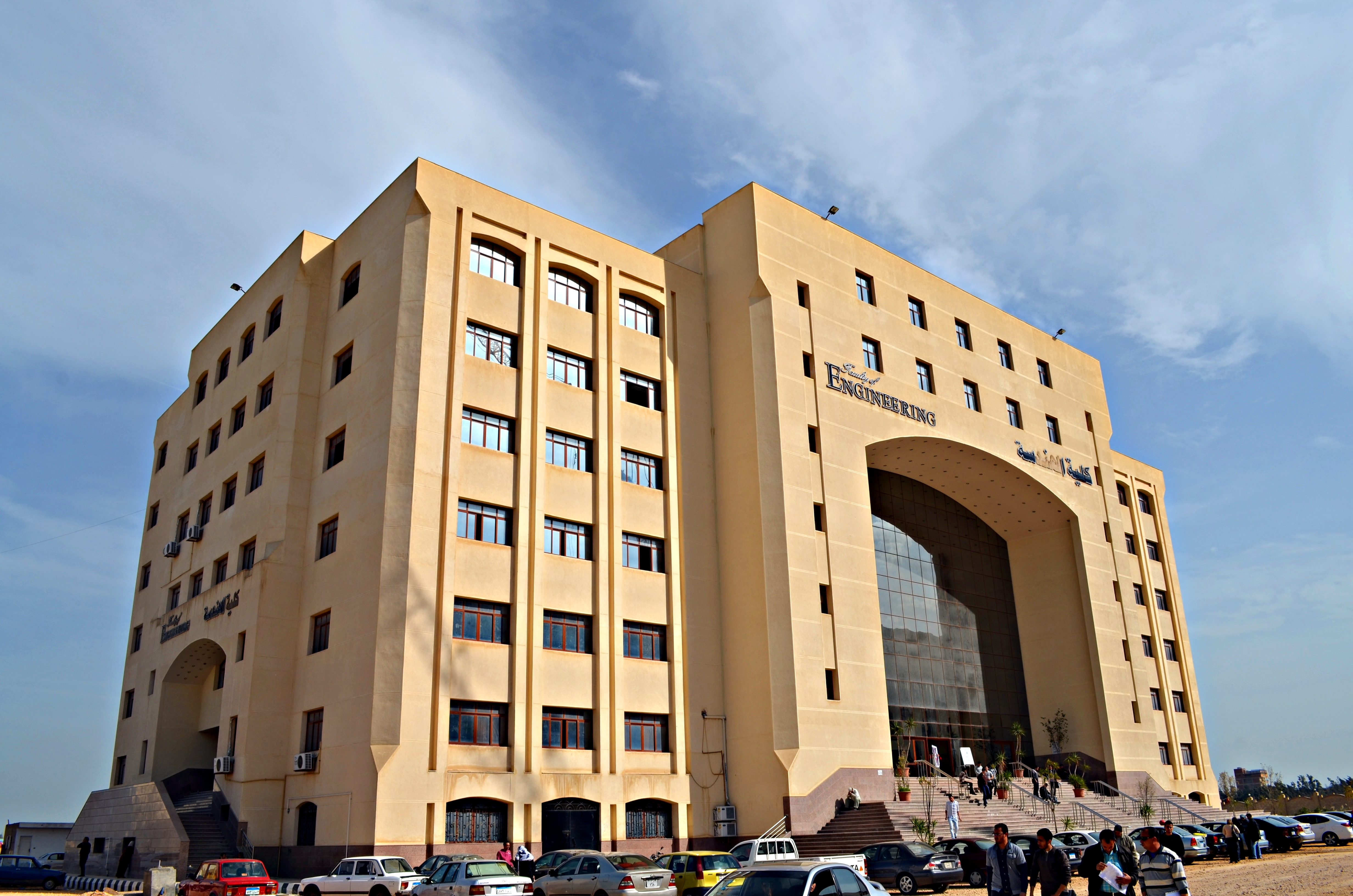
كلية الهندسة
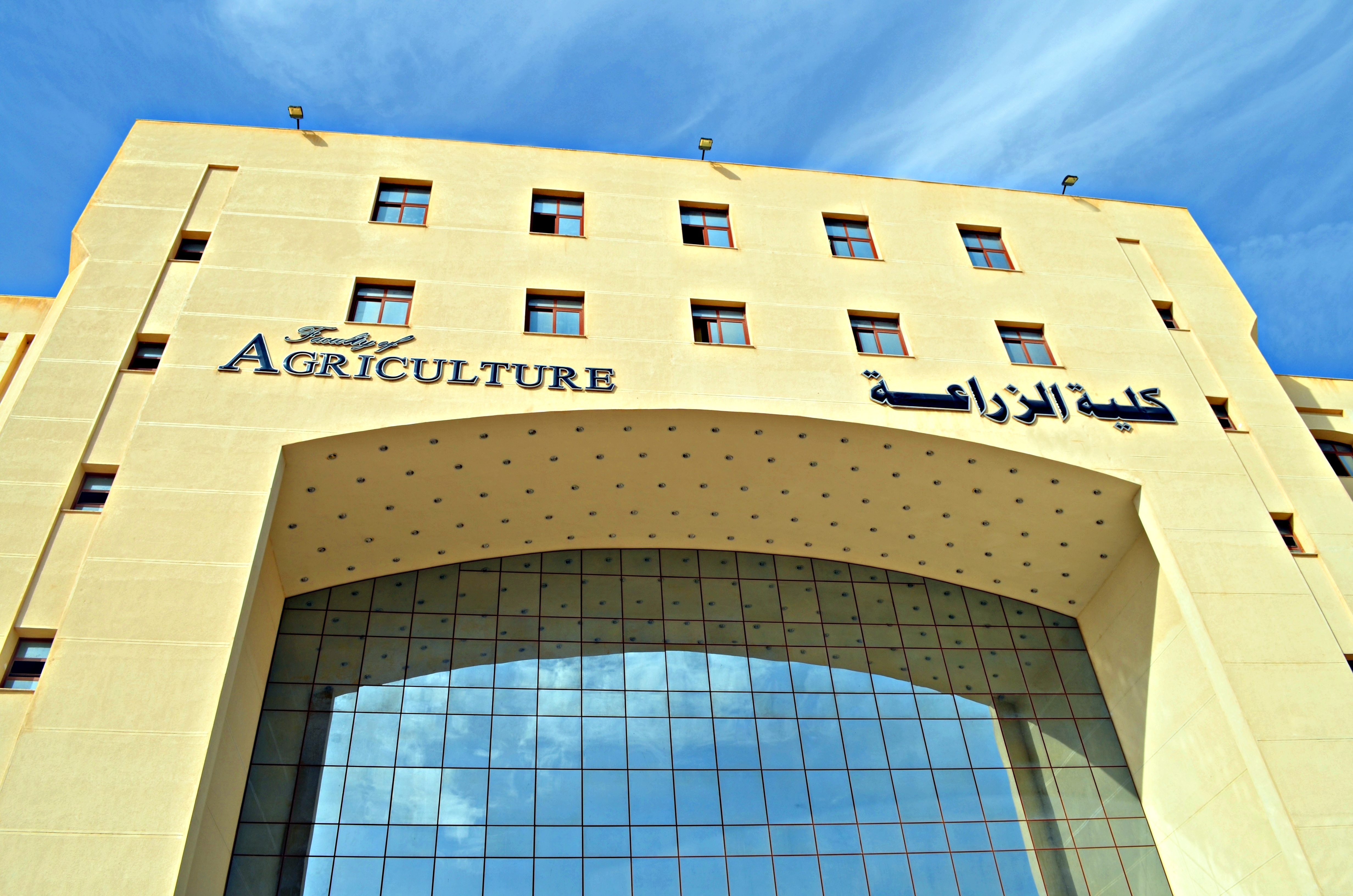
كلية الزراعة

## وصلات خارجية
- الموقع الرسمي